# Cydia caryana
Cydia caryana es una especie de polilla del género Cydia, tribu Grapholitini, familia Tortricidae. Fue descrita científicamente por Fitch en 1856.
La envergadura es de unos 10–12 milímetros. Se distribuye por América del Norte: Estados Unidos.